# Coulter-Kiefer

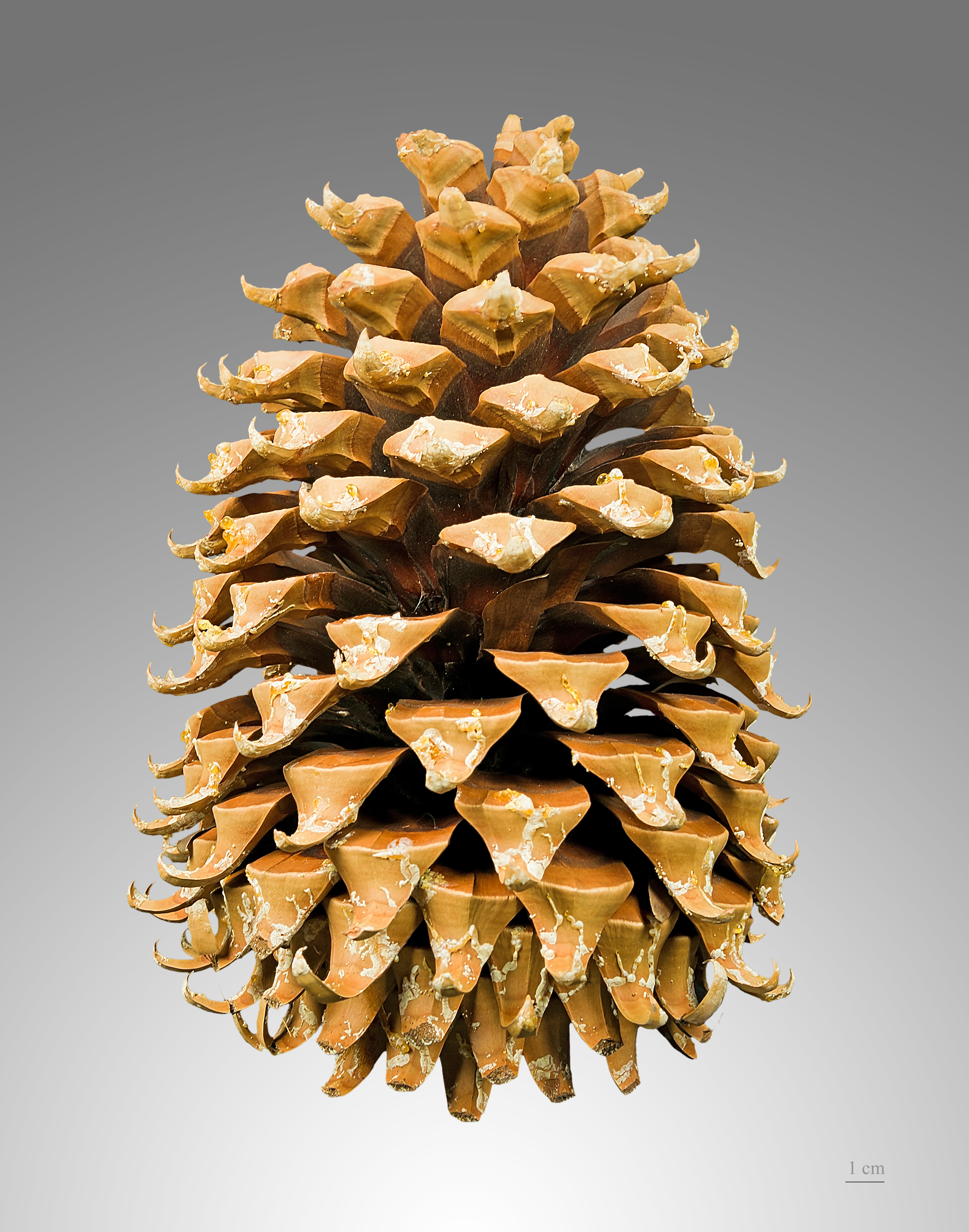
Zapfen von Coulters Kiefer

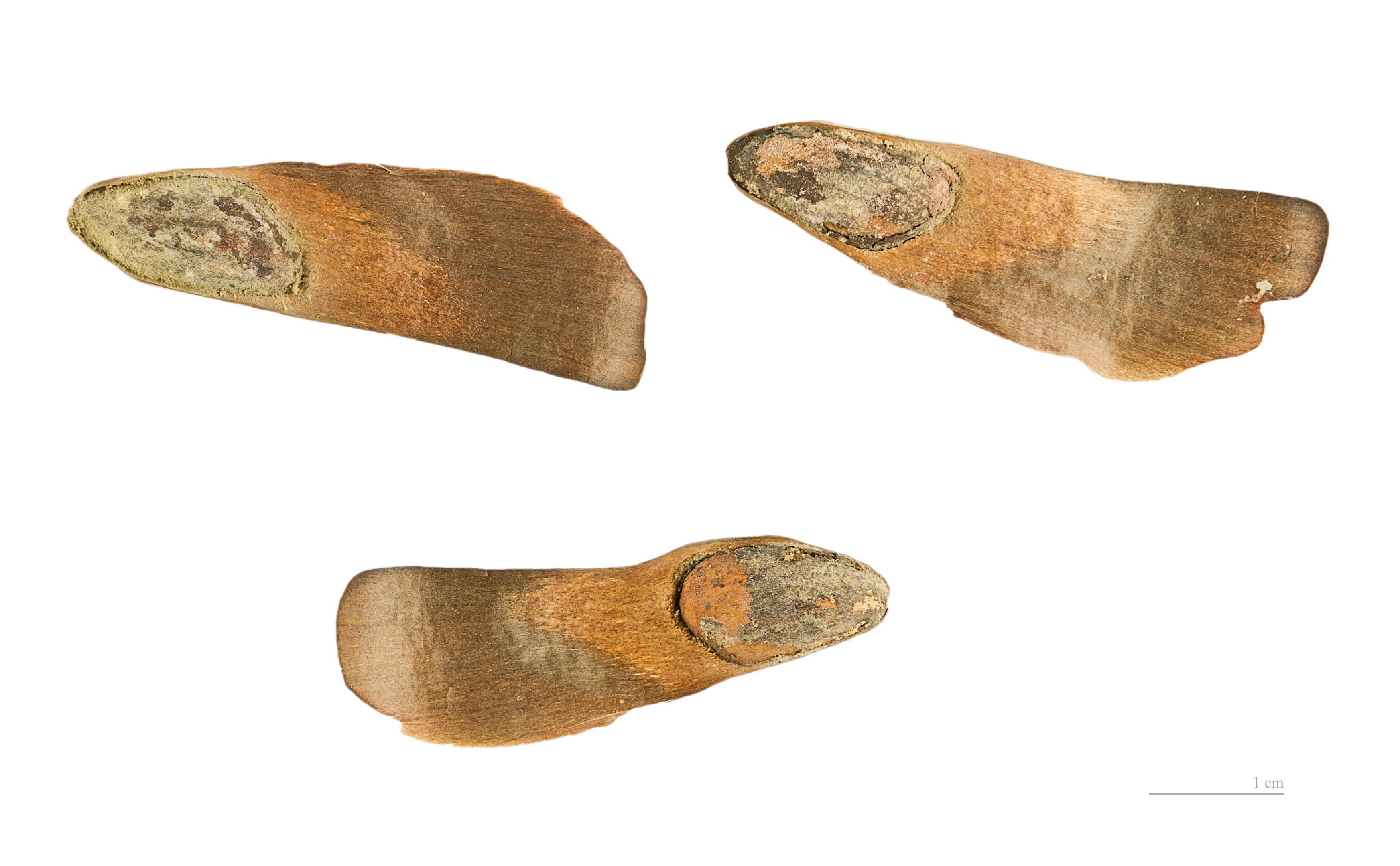
Samen von Coulters Kiefer

Die Coulter-Kiefer (Pinus coulteri) ist eine Pflanzenart aus der Gattung der Kiefern in der Familie der Kieferngewächse (Pinaceae).

## Verbreitung
Die Coulter-Kiefer ist im Südwesten Kaliforniens und im äußersten Norden Mexikos in niedrigeren, trockenen Lagen beheimatet. Sie ist in Mitteleuropa  wenig winterhart; in Deutschland wächst sie nur mit wenigen Exemplaren in den wärmsten Gegenden, so etwa im Rheintal.

## Beschreibung
Die Coulter-Kiefer wächst als immergrüner Baum, der Wuchshöhen von bis zu 28 Meter und Stammdurchmesser von etwa 1 Meter erreichen kann. Ihre Borke ist schwarz bis graubraun mit leichter Purpurtönung; sie bildet dicke Leisten oder große Platten, zwischen denen breite, tiefe Risse klaffen. Junge Bäume haben eine hellgraue, auch schon deutlich rissige Rinde.
Die Baumkrone wächst breit. Die Krone junger Bäume ist locker mit nur wenigen, an den Enden aufwärts gerichteten Ästen. Ältere Bäume haben lange, etwas hängende Äste.
Die Äste sind sehr dick und gefurcht. Die Rinde junger Zweige ist bläulich bis bläulichweiß, später rotbraun. Der lange innere Teil des Zweiges ist unbenadelt und weist dort lediglich braune schmale Schuppen auf. Die Knospen sind hell orange, dick, spitz zulaufend und bis zu 5 Zentimeter lang. Die blaugrünen Nadeln stehen in Dreierbüscheln und sind sehr dick und steif; sie werden 25 bis 30 Zentimeter lang.
Die männlichen Zapfen bilden sich auf 6 bis 12 Zentimeter Länge am unteren Teil der neuen Zweige; sie sind dick eiförmig, purpurrosa (während des Stäubens etwa Anfang Juni gelblich) und etwa 2 Zentimeter lang. Die Zapfen wachsen in der obersten Kronenspitze; sie sind massiv, lang eiförmig und die schwersten von allen Kiefernarten: Die Zapfen werden 20 bis 35 Zentimeter lang und wiegen bis 2 kg, manchmal sogar bis 3 kg. Die Basis des Zapfens ist schief; die Schuppen sind hellbraun; ihre dicken Enden laufen in sehr scharfe Dornhaken von bis zu 2 cm Länge aus, die abstehend und aufwärts gebogen sind; lediglich einige Basisschuppen sind abweichend davon abwärts gebogen.

## Abgrenzung von ähnlichen Arten
Die Jeffrey-Kiefer hat wesentlich kleinere Zapfen, die vor allem viel kürzere Dornen an den Schuppen tragen. Die Digger-Kiefer hat ähnliche Zapfen, die aber auch kleiner sind, und deren Dorne an den Schuppen alle abwärts gekrümmt sind.

## Systematik und Taxonomie
Pinus coulteri wurde 1836 von David Don in „Transactions of the Linnean Society of London“, Band 17, Seite 440 erstbeschrieben. Synonyme sind Pinus macrocarpa Lindl. und Pinus ponderosa subsp. coulteri (D.Don) A.E.Murray. Die Art entdeckt hatte Dr. Coulter.

## Sonstiges
Wegen der riesigen Zapfen wird die Coulter-Kiefer in Kalifornien auch big-cone pine („Großzapfige Kiefer“) oder widow maker („Witwenmacher“) genannt. Letztere Bezeichnung bezieht sich auf Unfälle, bei denen Forstarbeitern durch herabfallende Kiefernzapfen das Genick gebrochen wurde.